# Penstemon grinnellii
Penstemon grinnellii är en grobladsväxtart som beskrevs av Alice Eastwood. Penstemon grinnellii ingår i släktet penstemoner, och familjen grobladsväxter.

## Underarter
Arten delas in i följande underarter:
- P. g. grinnellii
- P. g. scrophularioides

## Bildgalleri

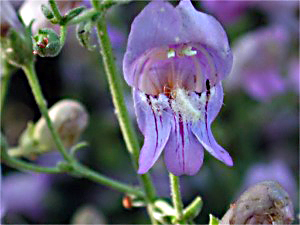
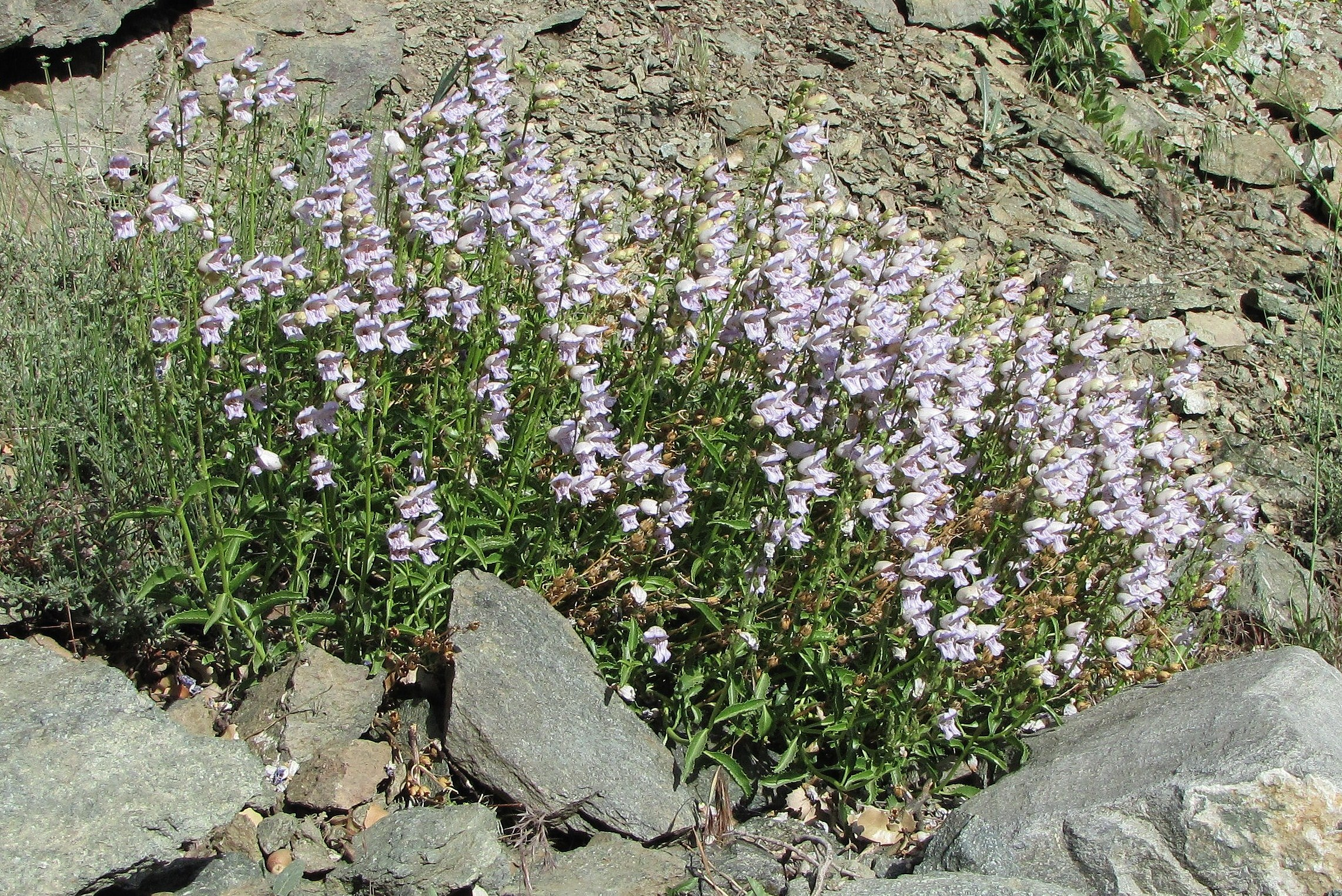
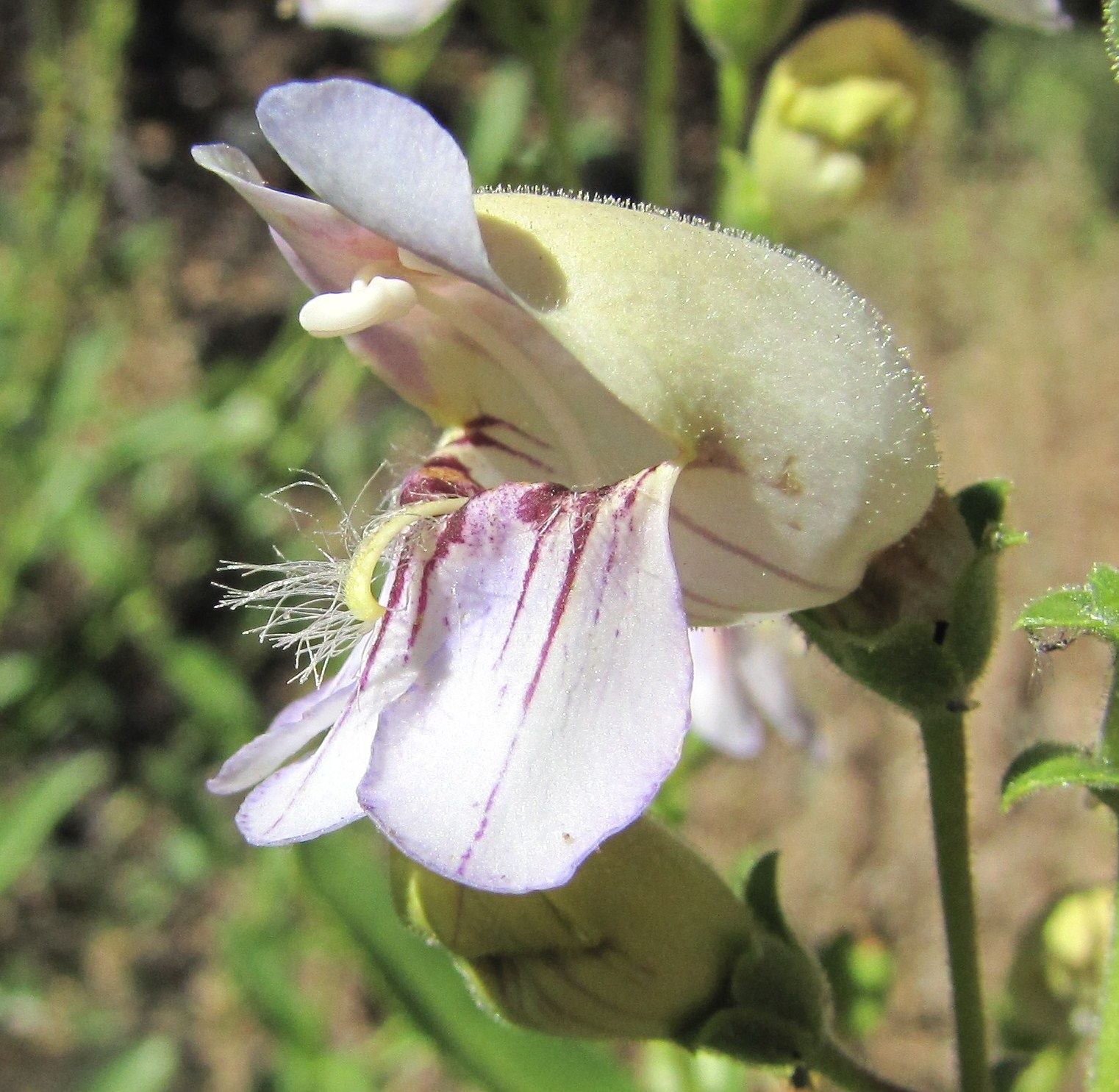
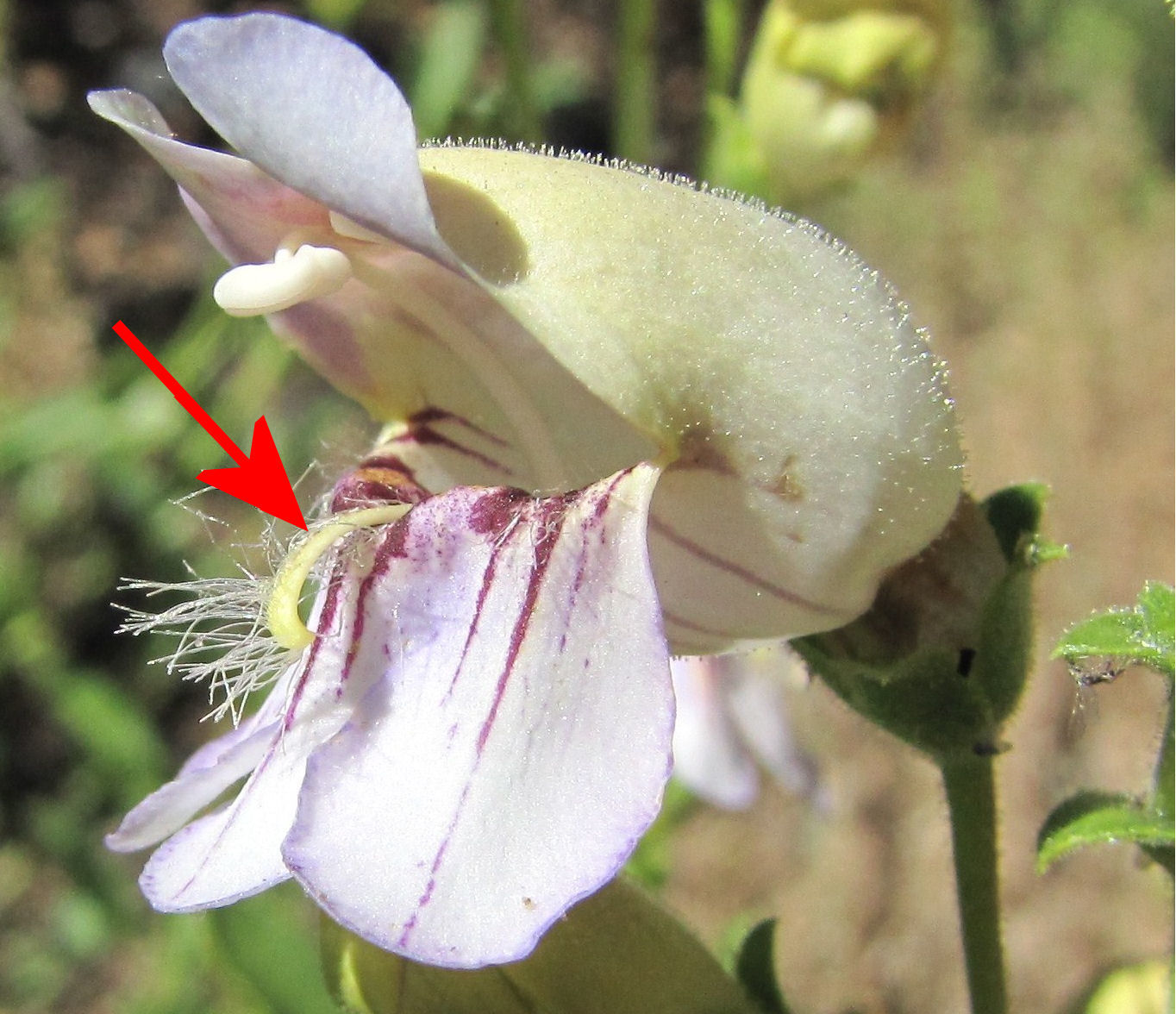